# アルゴー船

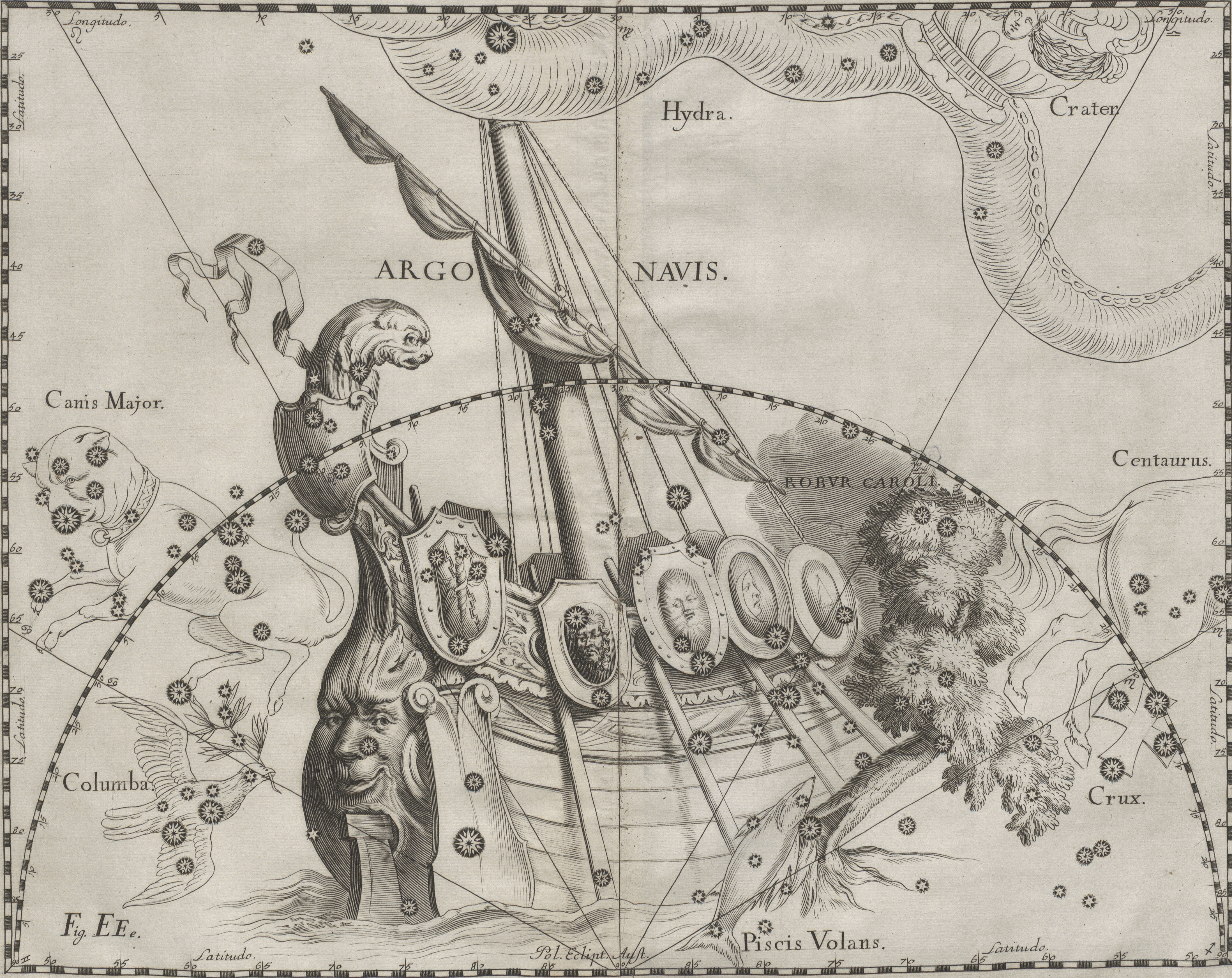
ヨハネス・ヘヴェリウスの星図に描かれたアルゴー船

アルゴー船（アルゴーせん、Argo）は、ギリシア神話に登場する巨大な船の名前である。アルゴ船、アルゴー号とも。
船大工でプリクソスの子アルゴスが建造したので、彼の名から命名された。イオールコスの英雄イアーソーンがコルキスの黄金の羊の毛皮（金羊毛すなわちゴールデン・フリース）を求める冒険のために建造された。アルゴー船の乗組員には、勇士50人が募集され、これに応じてヘーラクレース、双子のカストルとポルックス、オルペウス、リュンケウスなど、ギリシア神話で活躍する英雄たちが乗り込んだとされる。彼らをアルゴナウタイと称する。

## アルゴー船を扱った作品
ホメーロスの『オデュッセイア』（紀元前8世紀頃）が、アルゴー船に言及した作品としては現存する中で最も古く、第12書でキルケーがアルゴナウタイについて物語る。アルゴー船の冒険を主題とした作品としては、ロドスのアポローニオスによる叙事詩『アルゴナウティカ』（紀元前3世紀頃）が現存最古である。
映画『アルゴ探検隊の大冒険』（1963年）はレイ・ハリーハウゼンの代表作として知られている。クライマックスの骸骨との剣闘は、特撮史に残る名場面として名高い。

## アルゴー船をモチーフとしたもの
- アルゴ座という星座がトレミーの48星座にあったが、あまりに巨大な星座だったため、18世紀にフランスの天文学者ラカーユにより、らしんばん座、ほ座、とも座、りゅうこつ座の4つに分割された。
- シャープのパソコン「MZシリーズ」では、勇気、未来、探求、憧れ等の象徴としてアルゴー船がシンボルマークとして描かれており、MZ-2500/MZ-2861ではキーボードにも描かれたキーが存在している。「MZ-80 SERIES BASIC解説」冒頭ページにて、その由来について言及がされている。
- 小山田いくの漫画『ぶるうピーター』で主人公達が住まう「アルゴー寮」の名前はアルゴー船に由来している。
- テレビアニメ『ヒロイック・エイジ』で主人公達が搭乗している航宙艦「アルゴノート」はアルゴー船に由来している。
- 2017年のスーパー戦隊宇宙戦隊キュウレンジャーでは、アルゴー船が宇宙を救う鍵になっていた。(実際にはアルゴー船の中で300年前の救世主が眠っていた)それに伴い、らしんばん座・ほ座・とも座・りゅうこつ座をモチーフとしたアイテムを入手するエピソードが組み込まれている。
- 『from ARGONAVIS』シリーズの主人公バンド「Argonavis」はアルゴ座を名前の由来としており、セリフや楽曲に「船」「航海」などアルゴー船の冒険をイメージしたワードを多く含む。また、主人公がおひつじ座であることは金羊毛がモチーフとされている。

## アルゴー船を描いた美術作品

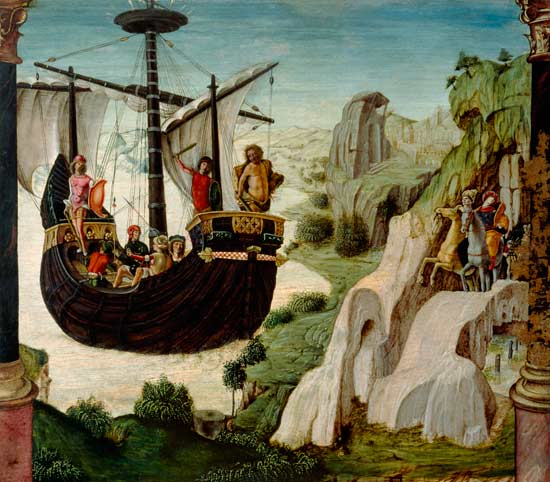
ロレンツォ・コスタ 『アルゴー船』(c.1490)
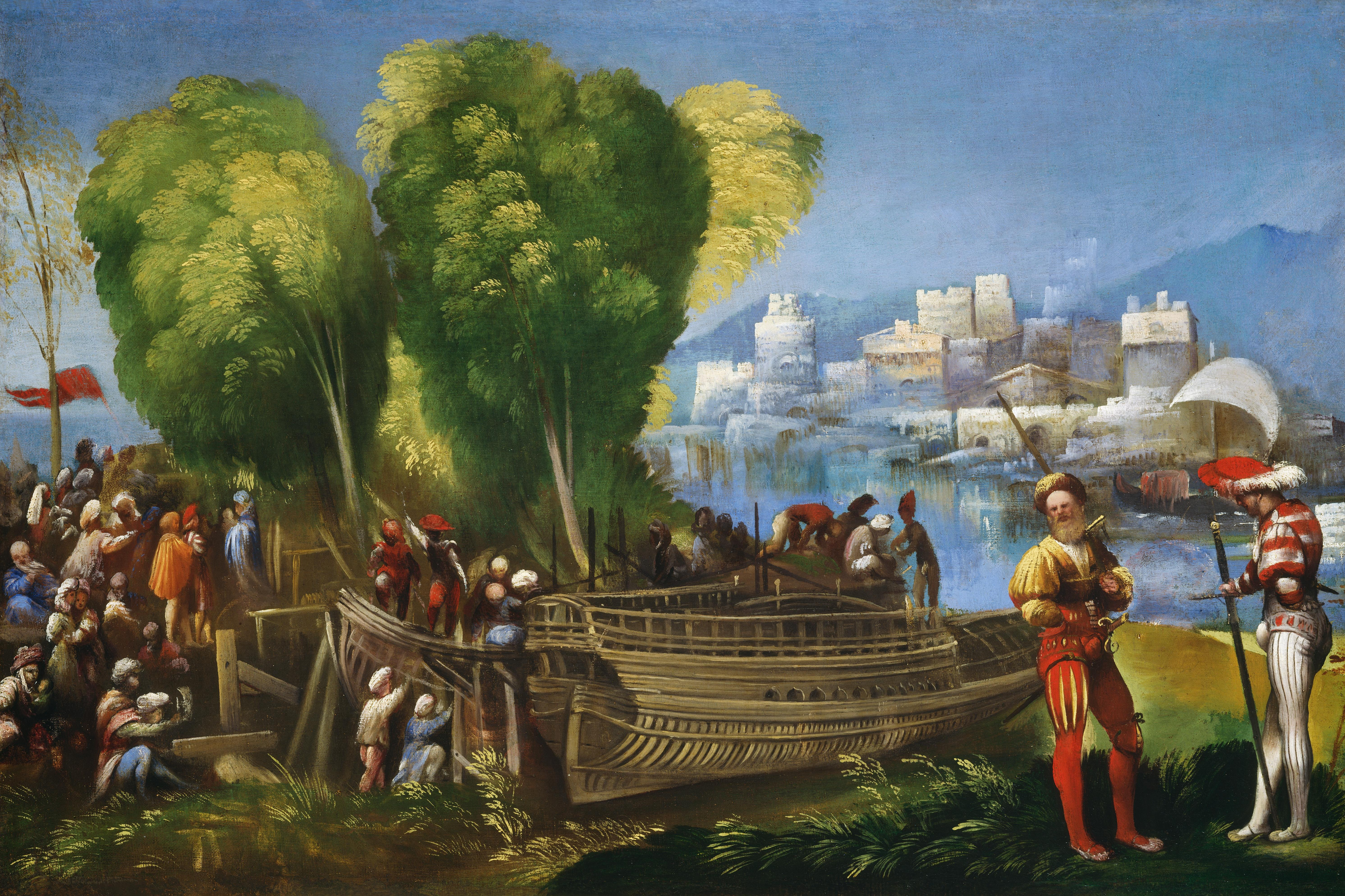
ドッソ・ドッシ 『リビアの海岸のアエネアスとアカテス』(c.1520)
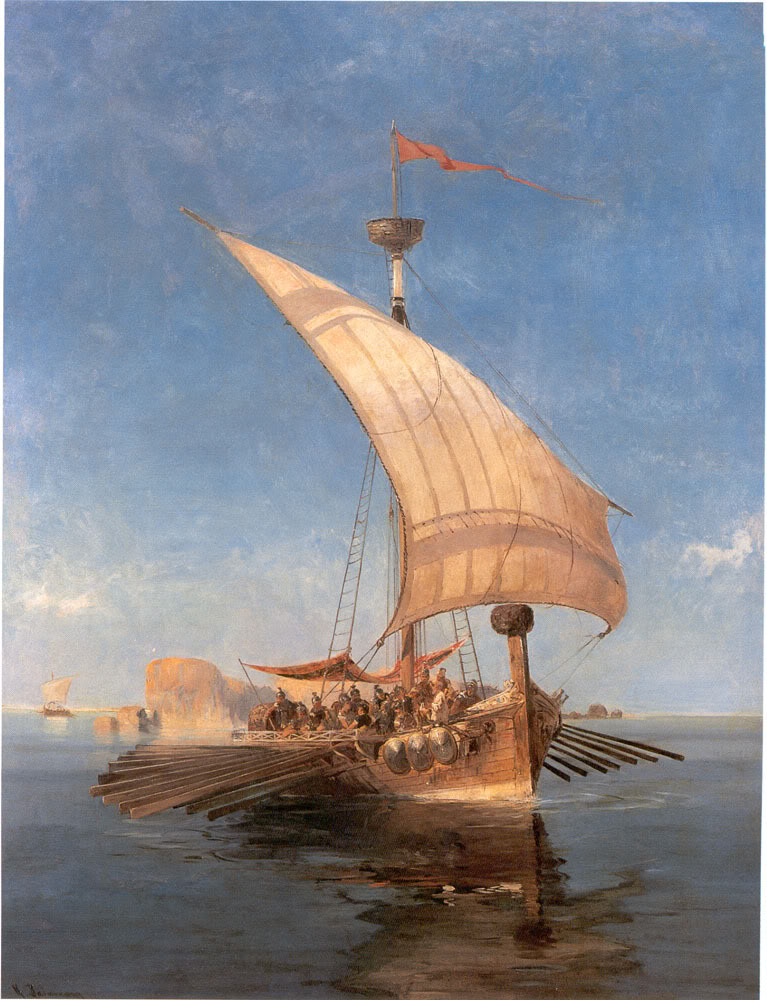
コンスタンティノス・ボラナキス 『アルゴー船』(19世紀後半)